# 233653 Rether
233653 Rether este un asteroid din centura principală de asteroizi.

## Descriere
233653 Rether este un asteroid din centura principală de asteroizi. A fost descoperit pe 23 august 2008 la Wildberg de Rolf Apitzsch. Asteroidul prezintă o orbită caracterizată de o semiaxă mare de 3,11 ua, o excentricitate de 0,14 și o înclinație de 27,8° în raport cu ecliptica.